# Moinhos de Vento (mini-série)
Moinhos de Vento est une mini-série brésilienne produite par Rede Globo , qui a été diffusée du 3 au 7 janvier 1983 , en 5 épisodes. Avec le scénario et le scénario final de Walter Avancini , il a été écrit par Daniel Más et Leilah Assumpção , avec les conseils de texte de Luciano Ramos, et réalisé par Adriano Stuart, Hugo Barreto et Walter Avancini .
En octobre 1983, remporté à Barcelone en Espagne le Waves Award dans la catégorie "Série TV", est le seul programme d' Amérique latine à être récompensé à l'occasion.
Il mettait en vedette Renée de Vielmond et Carlos Augusto Strazzer comme protagonistes.

## Synopsis
La psychologue Valentina découvre qu'elle a un cancer et qu'il ne lui reste que six mois à vivre, ce qui menace sa relation avec le poète Leandro, un visionnaire.

## Distribution
- Renée de Vielmond : Valentina
- Carlos Augusto Strazzer : Leandro
- Raul Cortez : Ronaldo
- Maria Cláudia : Sandra
- Maria Fernanda : Loreta
- Mauro Mendonça : Fausto
- Maria Isabel de Lizandra : Amparo
- Suzy Arruda : Esther
- Lineu Dias : Enéas
- Júlia Lemmertz : Milena
- Deborah Evelyn : Tereza
- Ana Rosa : Suzy
- Thales Pan Chacon : Thiago
- Luiz Parreiras : Emílio
- Aldine Müller : Lídia
- Luiz Guilherme : Fernando
- Andréa Avancini : Lia